# 2679 Kittisvaara
A 2679 Kittisvaara (ideiglenes jelöléssel 1939 TG) a Naprendszer kisbolygóövében található aszteroida. Yrjö Väisälä fedezte fel 1939. október 7-én.